# جين إس. ريتشاردز
جين إس. ريتشاردز (بالإنجليزية: Jane S. Richards)‏ هي سفرجات أمريكية، ولدت في 31 يناير 1823 في مقاطعة جيفيرسون في الولايات المتحدة، وتوفيت في 17 نوفمبر 1912 في أوغدن في الولايات المتحدة.